# Kumanica
Kumanica (en serbe cyrillique : Куманица) est un village de Serbie situé dans la municipalité d’Ivanjica, district de Moravica. Au recensement de 2011, il comptait 192 habitants.
Kumanica est située sur les bords de la Moravica. L'église Saint-Élie a été fondée par le roi Alexandre Ier Karađorđević en 1929 ; elle est désormais placée sous la protection de l'État.

## Démographie
| 1948 | 1953 | 1961 | 1971 | 1981 | 1991 | 2002 | 2011 |
| ---- | ---- | ---- | ---- | ---- | ---- | ---- | ---- |
| 661  | 751  | 764  | 629  | 427  | 319  | 240  | 192  |

|  |